# Reprezentacja Andory w koszykówce mężczyzn
Reprezentacja Andory w koszykówce mężczyzn – drużyna, która reprezentuje Andorę w koszykówce mężczyzn. Za jej funkcjonowanie odpowiedzialny jest Andorski Związek Koszykówki (FAB). Nigdy nie udało jej się zakwalifikować do mistrzostw Europy, mistrzostw świata, czy igrzysk olimpijskich. Od 1994 roku występuje regularnie w mistrzostwach małych krajów Europy, które pięciokrotnie zwyciężyła.

## Udział w imprezach międzynarodowych
- Mistrzostwa małych krajów Europy
  - 1994 – 8. miejsce
  - 1996 – 6. miejsce
  - 1998 – 1. miejsce
  - 2000 – 1. miejsce
  - 2002 – 4. miejsce
  - 2004 – 1. miejsce
  - 2006 – 3. miejsce
  - 2008 – 4. miejsce
  - 2010 – 2. miejsce
  - 2012 – 1. miejsce
  - 2014 – 1. miejsce